# Liebigovo pravilo minimuma
Liebigovo pravilo minimuma pravi, da sta razvoj in rast rastlin odvisna od hranilne snovi, ki jo je v podlagi količinsko najmanj. Če rastlini v nespremenjenih razmerah okolja damo veliko dušika, fosforja in železa, hkrati pa premalo kalija, bo rast rastline zatrta zaradi pomanjkanja kalija. 
Po Liebigovem pravilu minimuma je potrebno kulturne rastline dognojiti s tisto snovjo, ki je v tleh ni dovolj. Pravilo pa se nanaša tudi na živali oziroma na tiste sestavine, ki so nujne za rast in razvoj organizmov. 
Liebigovo pravilo minimuma je le eden izmed vplivov okolja na organizme. Uporabljajo pa ga pri gnojenju tal, v poljedelstvu, gojitvenem lovstvu in gozdarstvu.

## Liebigov čeber
Liebig je opazil zanimiv pojav, ki so ga njemu v čast poimenovali Liebigov zakon minimuma. Opazil je, da se je rast rastlin zaustavila, če je v sistemu zmanjkalo le enega samega elementa, čeprav je bilo vseh ostalih dovolj na razpolago. Torej je vedno kritičen element, ki ga imamo v sistemu najmanj. S to teorijo je razložil osnovna pravila o prehranjevanju rastlin in pomen zadostne količine anorganskih elementov v zemlji za pravilno rast rastlin.
{\displaystyle {\frac {dO}{dt}}=O\left(min\left({\frac {\mu _{I}I}{k_{I}+I}},{\frac {\mu _{N}N}{k_{N}+N}},{\frac {\mu _{P}P}{k_{P}+P}}\right)-m\right)}